# René Char
Pour les articles homonymes, voir Char (homonymie).
René Char, né le 14 juin 1907 à L'Isle-sur-la-Sorgue (Vaucluse) et mort le 19 février 1988 à Paris 5e, est un poète et résistant français.
Parmi son œuvre, ses plus grands succès poétiques et littéraires sont Fureur et mystère (1946), Feuillets d'Hypnos (1948), Les Matinaux (1950) ou encore Lettera amorosa (1952). Il fonde avec ses amis Louis Aragon, André Breton et Paul Eluard, la revue Le Surréalisme au service de la révolution. Durant la Seconde Guerre mondiale, il participe activement à la Résistance. 

## Biographie

### 1907-1929
René Émile Char est le benjamin des quatre enfants issus des secondes noces, en 1888, de Joseph Émile Magne Char (1863-1918), négociant né à L'Isle-sur-la-Sorgue ainsi que de Marie-Thérèse Armande Rouget (1869-1951), sœur de sa première épouse, Julia Rouget, morte en 1886 de tuberculose un an après leur mariage. À la naissance de René Char, ses sœurs, Julia (1889-1965) et Émilienne (1900-1978) ont dix-huit et sept ans, son frère Albert en a quatorze.
Son grand-père paternel, Magne Albert Char dit Charlemagne, enfant naturel et abandonné né en 1826 à Avignon, placé dans une ferme du Thor puis plâtrier à L'Isle-sur-la-Sorgue, avait épousé en 1858 Joséphine Élisabeth Arnaud, fille de meunier. Son grand-père maternel, Joseph Marius Rouget, maçon, avait épousé en 1864 Joséphine Thérèse Chevalier, née en 1842 à Cavaillon.

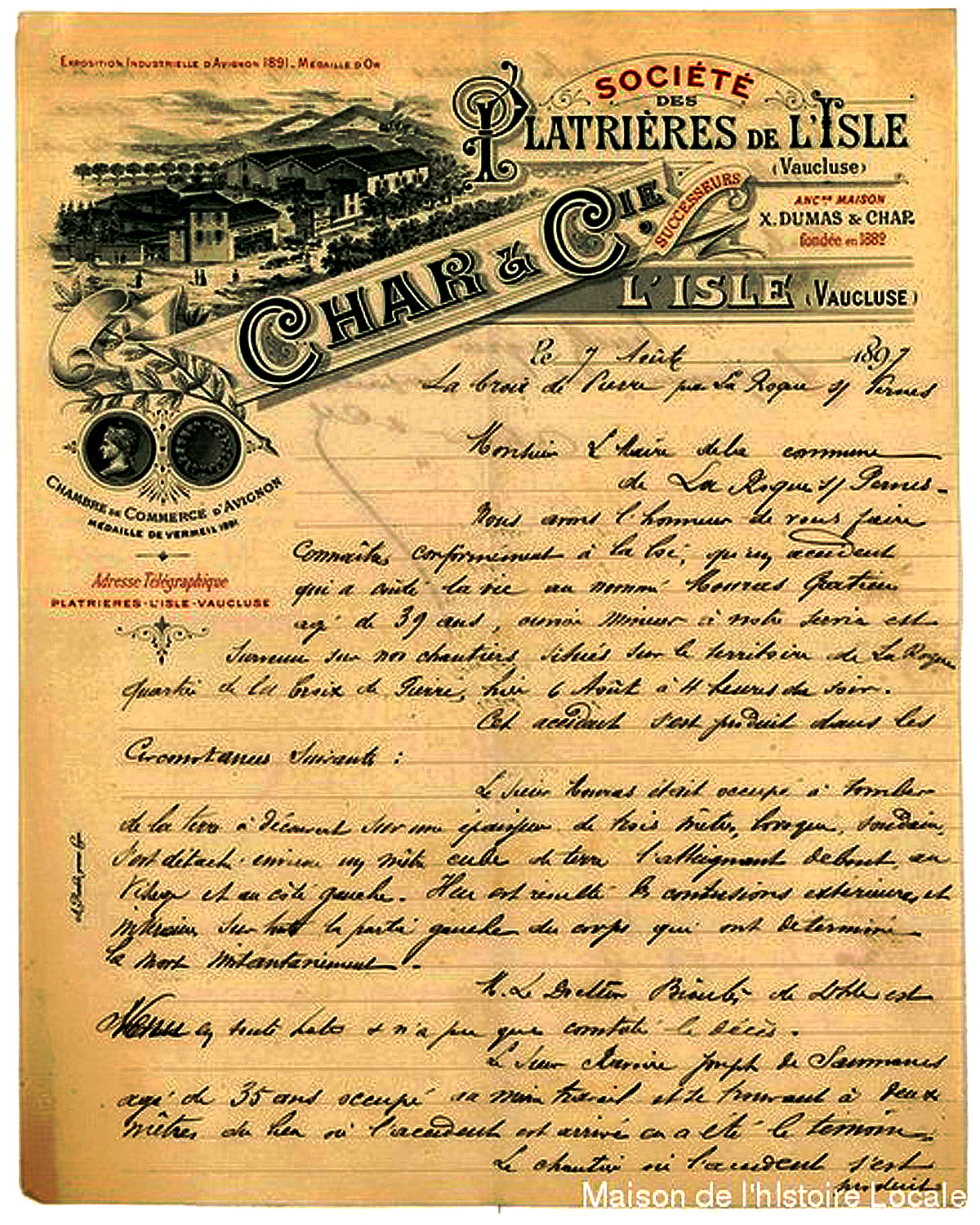
Société Char&Cie, courrier de 1897.

Son père, Joseph Émile Magne Char, qui a abrégé son nom, est maire de L'Isle-sur-la-Sorgue à partir de 1905 et devient en 1907 administrateur délégué des plâtrières de Vaucluse. René Char passe son enfance aux « Névons », vaste demeure familiale, dont la construction au milieu d'un parc venait d'être achevée à sa naissance et où logent également ses grands-parents Rouget. Il bénéficie de l'affection de son père et il est attaché à sa grand-mère maternelle, à sa sœur Julia, à sa marraine Louise Roze et sa sœur Adèle, qui habitent une vaste maison au centre de la ville. Mais il subit le rejet hostile de sa mère, catholique pratiquante opposée aux idées politiques de son mari et de son frère. La famille passe l'été dans une autre de ses propriétés, La Parellie, entre L'Isle et La Roque-sur-Pernes.
En 1913, René Char entre à l'école. Après la mort de son père d'un cancer du poumon, le 15 janvier 1918, les conditions matérielles d'existence de la famille deviennent précaires. René Char se lie vers 1921 avec Louis Curel – cantonnier, admirateur de la Commune de Paris et membre du Parti communiste, qu'il dépeindra sous le nom d'Auguste Abondance dans Le Soleil des eaux –, avec un élagueur, son fils Francis et Jean-Pancrace Nougier – dit l'Armurier, car il répare les vieux fusils – que le poète évoque dans Le Poème pulvérisé, lequel lui aussi, représente l'un des personnages du Soleil des eaux. Il se lie également avec les pêcheurs de la Sorgue et quelques vagabonds au parler poétique, intitulé ultérieurement les Transparents.
Bâti comme un colosse (1,92 m) et impulsif, il joue passionnément au rugby, qu'il pratique avec son ami Jean Garcin. Interne à partir de 1918 au lycée Mistral d'Avignon, il décide en 1923 de le quitter, après une dispute avec l'un de ses professeurs qui se moque de ses premiers vers. Il fait en 1924 un voyage en Tunisie, où son père avait créé une petite plâtrerie, puis en 1925 suit les cours de l'École de commerce de Marseille, qui ne l'intéressent pas davantage. Il lit Plutarque, François Villon, Racine, les romantiques allemands, Alfred de Vigny, Gérard de Nerval et Charles Baudelaire, mais aussi vraisemblablement Rimbaud, Mallarmé et Lautréamont, peut-être des poèmes d'Éluard.
Après avoir travaillé à Cavaillon dans une maison d'expédition de fruits et légumes, il effectue en 1927 son service militaire dans l'artillerie à Nîmes, affecté à la bibliothèque des officiers. A propos d'un roman d'André de Richaud, il écrit alors une première critique pour la revue parisienne Le Rouge et le Noir, à laquelle il collabore jusqu'en 1929. Aux éditions de cette revue, grâce à de l'argent de sa grand-mère maternelle morte en décembre 1926, est publié en 1928 son premier recueil, Les Cloches sur le cœur, qui rassemble des poèmes écrits entre 1922 et 1926. Il détruira ultérieurement la plus grande partie des 153 exemplaires. Il publie également en revue, en 1928, un texte sur la ville d'Uzès dans La Cigale uzégeoise et, en 1929, un poème ancien dans Le Feu d'Aix-en-Provence.

### 1929-1939

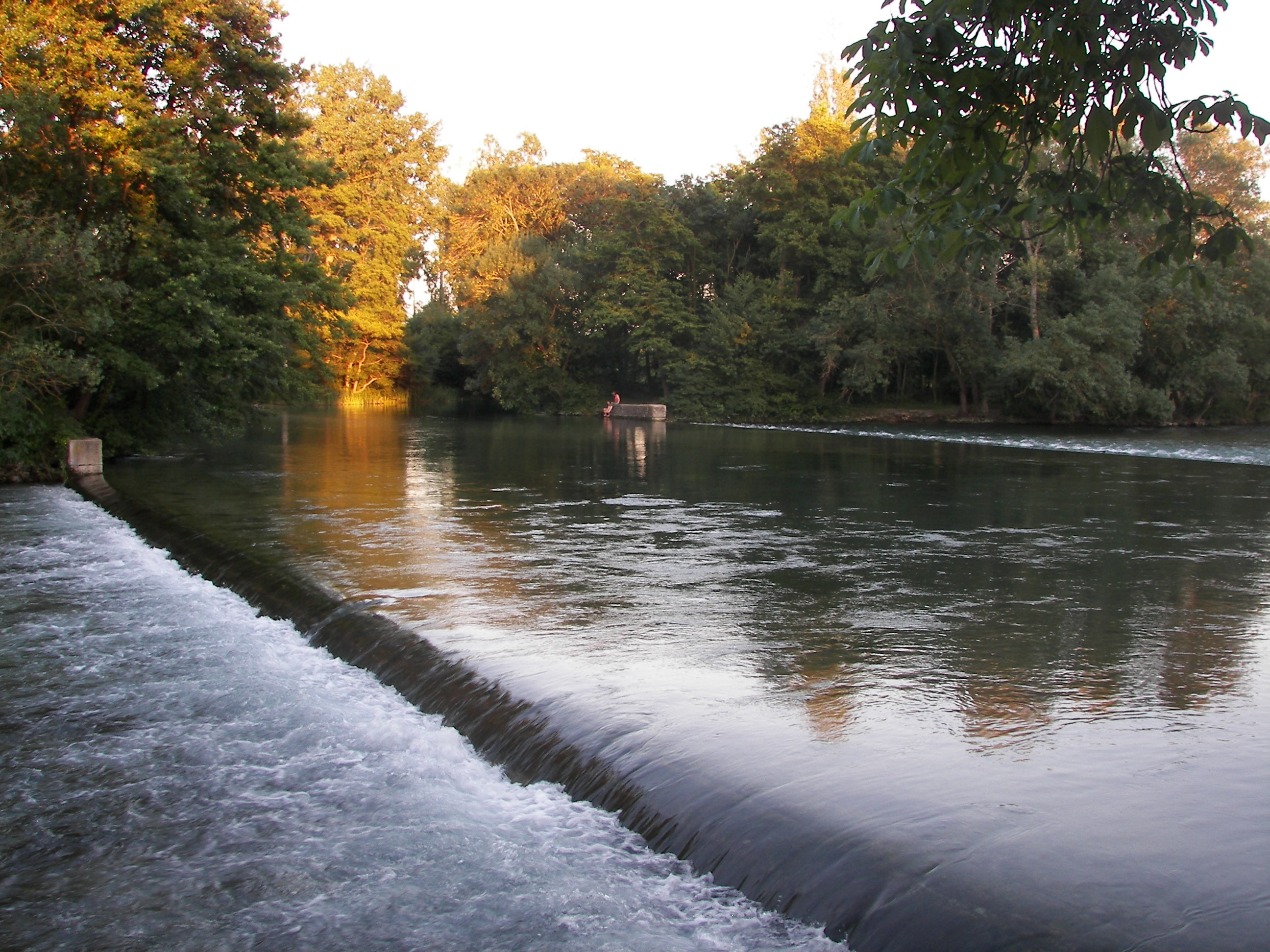
La Sorgue au Partage des eaux.

Au début de l'année 1929, aidé financièrement par le directeur de la maison d'expédition de Cavaillon où il avait travaillé, René Char fonde, à L'Isle-sur-la-Sorgue, la revue Méridiens avec André Cayatte, rencontré lors de son service militaire. Elle connaîtra trois numéros de mai à décembre. Dans le deuxième, il publie une lettre inédite du maire de Charenton sur la mort de Sade, trouvée dans la bibliothèque des sœurs Roze (où il découvrira également treize lettres inédites de Sade), ainsi qu'une nouvelle largement autobiographique, Acquis par la conscience. En septembre, il envoie l'un des vingt-six exemplaires hors commerce de son second recueil, Arsenal, publié en août à Nîmes, à Paul Éluard, qui vient lui rendre visite à l'automne à L'Isle-sur-la-Sorgue, où il passe trois semaines. À la fin novembre, René Char arrive à Paris, rencontre Louis Aragon, André Breton, René Crevel et leurs amis, adhère au groupe surréaliste au moment où Robert Desnos, Jacques Prévert et Raymond Queneau le quittent et, en décembre, publie Profession de foi du sujet dans le douzième numéro de La Révolution surréaliste. Durant quatre ans, il va collaborer aux activités du mouvement, dont il est le trésorier en 1931 et 1932.
Le 14 février 1930, les surréalistes saccagent à Paris le bar « Maldoror », lors d'une bagarre au cours de laquelle Char est blessé d'un coup de couteau dans l'aine. Il partage alors avec Éluard une vie libre et fastueuse et, en mai 1930, ils rencontrent ensemble « Nush » (Maria Benz), figurante sans travail et sans toit, laquelle vient habiter avec eux et épouse Éluard en 1934. Tandis qu'il lit les philosophes présocratiques et les grands alchimistes, Char publie une deuxième édition, remaniée, d'Arsenal puis, en avril 1930 à Nîmes, Le Tombeau des secrets, douze photographies, dont un collage de Breton et d'Éluard, légendées par des poèmes. Imprimé à Nîmes, paraît simultanément Ralentir travaux (d'après un panneau rencontré sur la route de Caumont-sur-Durance), recueil de poèmes écrits entre le 25 et le 30 mars en collaboration par Breton, Char et Éluard à Avignon et dans le Vaucluse. En juillet 1931 paraîtra L'action de la justice est éteinte aux Éditions surréalistes.
Aragon, Breton, Char et Éluard fondent en juillet 1930 la revue Le Surréalisme au service de la révolution. Char revient régulièrement en Provence, durant l'été près de Cannes et, en compagnie de Nush et Éluard, il s'embarque à Marseille, faisant escale à Barcelone pour séjourner à Cadaqués chez Salvador Dalí et Gala. Ses poèmes d'Artine paraissent en novembre aux Éditions surréalistes, chez José Corti, avec une gravure de Dalí. En février 1931, Éluard lui rend à nouveau visite à L'Isle-sur-la-Sorgue avec Jean et Valentine Hugo. Ils visitent les villages de Ménerbes, Gordes, Lacoste et Saumane[réf. nécessaire]. Char signe en 1931 les tracts surréalistes concernant le film L'Âge d'or (réalisé par Dalí et Luis Buñuel). Il s'associe aux surréalistes parisiens (Aragon, Breton, Éluard, etc.) pour dénoncer l'Exposition coloniale de 1931, décrite comme un « carnaval de squelettes ». Ils réclament également « l'évacuation immédiate des colonies » et la tenue d'un procès sur les crimes commis.
L'héritage qu'il a reçu de son père une fois dilapidé, Char loge en 1932 Rue Becquerel, dans un appartement aménagé par Éluard pour Gala. Pendant l'été, il voyage en Espagne avec Francis Curel, puis rencontre sur la plage de Juan-les-Pins Georgette Goldstein. Ils s'épousent à Paris en octobre 1932, Éluard étant l'un des témoins. En janvier 1933, Char séjourne à Berlin avec Éluard et signe un tract antifasciste. De juin à octobre 1933, le couple s'installe à Saumane. Durant l'hiver, Char revient à L'Isle, loue au début de 1934 un appartement à Paris, Rue de la Convention, séjourne en février au Cannet, rentre à L'Isle en avril, puis surveille à Paris, avec Georgette, l'édition chez José Corti du Marteau sans maître, d'abord refusé par Gallimard et illustré d'une gravure donnée par Vassili Kandinsky. Au mariage d'Éluard et de Nush, le 30 août, il est son témoin avec Breton.

Char se détache du groupe surréaliste à partir de décembre 1934 : « Le surréalisme est mort du sectarisme imbécile de ses adeptes », écrit-il dans une lettre à Antonin Artaud. Il demeure principalement à L'Isle l'année suivante mais, en février, va retrouver en Suisse Éluard et Crevel, au sanatorium de Davos. En avril il accueille Tzara et sa femme Greta Knutson à L'Isle et les rejoint avec Éluard à Nice en septembre. Dans une lettre ouverte à Benjamin Péret, il confirme sa décision le 7 décembre 1935 : 

« J'ai repris ma liberté voici treize mois, sans éprouver en revanche le besoin de cracher sur ce qui durant cinq ans avait été pour moi tout au monde. »

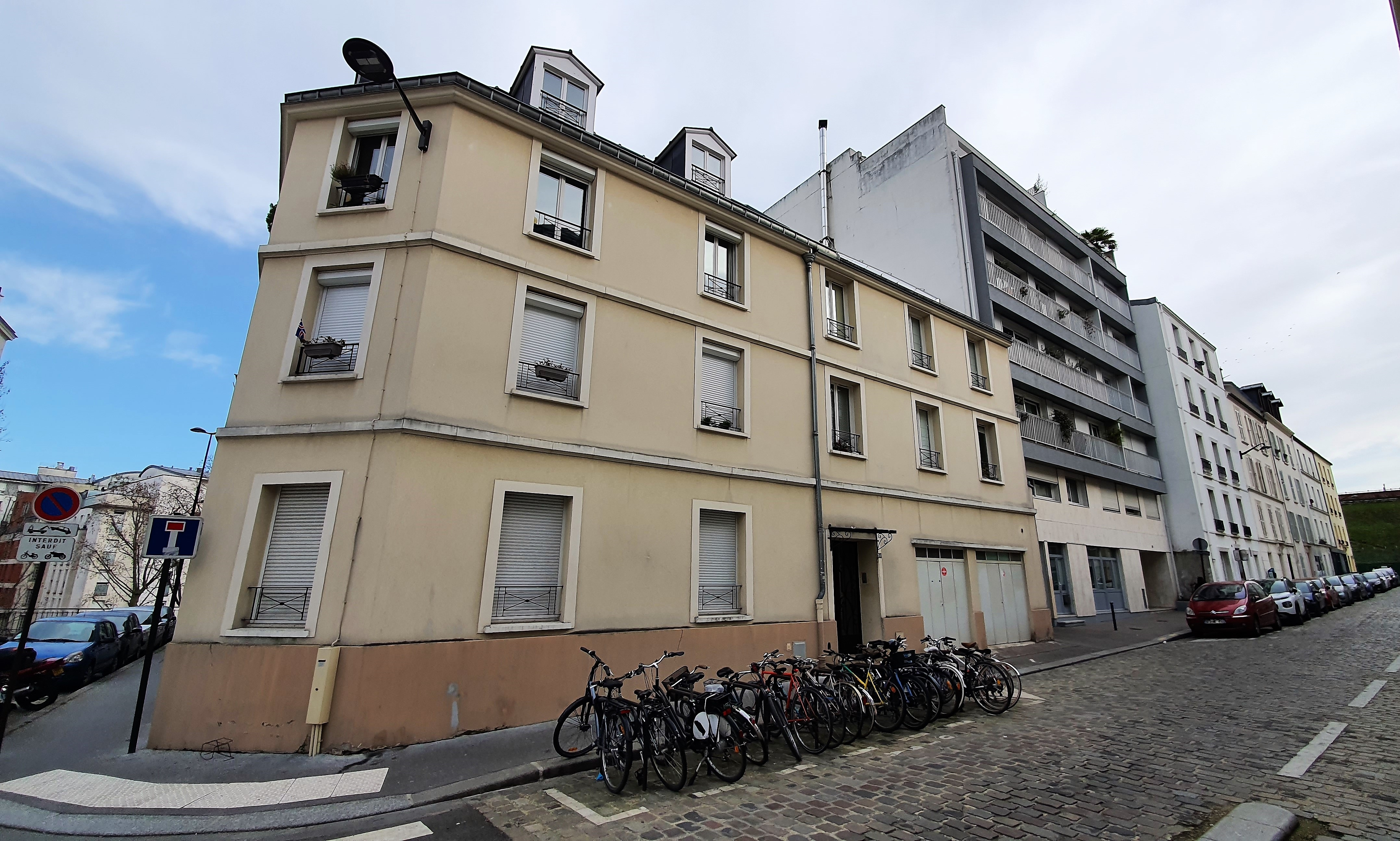
Immeuble de René Char, rue des Artistes à Paris.

Renonçant à son appartement parisien en mars 1936, il s'installe avec Georgette à L'Isle et est nommé en avril administrateur délégué de la société des Plâtrières du Vaucluse dirigée par son père, fonction qu'une septicémie le contraint rapidement à ne pas assumer et à laquelle il va renoncer en mai 1937. Pendant sa convalescence, qui dure plus d'un an, il lit dans la bibliothèque des sœurs Roze des ouvrages de D'Alembert, D'Holbach, Helvétius. Éluard et Man Ray viennent à L'Isle aider Char pour la préparation de Dépendance de l'adieu – avec un dessin de Picasso, qu'Éluard lui a fait rencontrer – publié en mai par GLM à 70 exemplaires. À la fin du mois d'août, Char s'installe pour quelques semaines à Céreste, où il se lie avec maître Roux et ses quatre fils, puis séjourne au Cannet. En décembre, avec l'aide financière d'Éluard, GLM édite Moulin premier à 120 exemplaires . Éluard et Nush lui rendent visite au Cannet en janvier 1937. En août, à Céreste, Char reçoit avec Georgette le couple de surréalistes belges Louis Scutenaire et Irène Hamoir. Il s'éprendde celle-ci, va rejoindre en septembre à La Haye où elle travaille à la Cour internationale de justice, entamant une liaison rapidement interrompue par le mari. À la fin de l'année, il s'installe à nouveau avec Georgette à Paris, rue des Artistes. Placard pour un chemin des écoliers, édité en décembre, est dédié aux enfants victimes de la guerre d'Espagne. À travers une correspondance avec Gilbert Lely, rencontré en 1934, naît une amitié qui se renforce l'année suivante, lors de leurs promenades à Paris au square Saint-Lambert, lequel va se poursuivre durant les années de guerre. Dès février 1938, Char propose à Christian Zervos ses premiers écrits sur les peintres Corot et Courbet. Cette même année, en une passion amoureuse laquelle va durer jusqu'en 1944, il s'éprend de Greta Knutson, une peintre d'origine suédoise, de huit ans son aînée, séparée depuis l'année précédente de son mari Tristan Tzara. Il passe avec elle le mois d'août dans le Luberon à Maubec, où il commence à écrire les poèmes du Visage nuptial, imprégnés de sa présence. Avec Greta Knutson il découvre le romantisme allemand, en particulier Hölderlin, ainsi que la philosophie de Martin Heidegger. En septembre il est mobilisé à Paris pour une dizaine de jours, puis en 1939 à Nîmes comme simple soldat.

### 1939-1945
Pendant l'Occupation, sous le nom de « Capitaine Alexandre », les armes à la main, René Char participe à la Résistance, « école de douleur et d'espérance ». Il commande la section atterrissage parachutage de la zone Durance. Son QG est installé à Céreste dans les Basses-Alpes. Il prend alors des notes dans un carnet représentant la matrice du recueil Feuillets d'Hypnos :

« Les Feuillets d'Hypnos sont calculés pour restituer l'image d'une certaine activité, d'une certaine conception de la Résistance et, d'abord, d'un certain individu avec sa multiplicité interne, ses alternances et aussi sa différence, qu'il est moins disposé que jamais à oublier […] L'apparence fragmentaire du récit montre l'allergie de René à toute rhétorique, à ces transitions, introductions et explications qui sont le tissu intercalaire de tout corps de récit normalement constitué ; ne subsistent, séparées, que les parties vives, ce qui donne aux Feuillets un faux air de recueil d'aphorismes ou de journal intime, alors que la composition d'ensemble et même les annotations sont très calculées […] L'ensemble demeure une des images les moins convenues et les plus approfondies de ce que fut la résistance européenne au nazisme. »

— Paul Veyne, René Char en ses poèmes
À ce recueil capital, il convient d'adjoindre les Billets à Francis Curel, datés des années 1941 à 1948 et recueillis dans Recherche de la base et du sommet. Compléments indispensables à la lecture des Feuillets d'Hypnos, ces documents éclairent de l'intérieur cette expérience fondatrice que fut pour Char la Résistance : refus de publier durant l'Occupation, dénonciation du nazisme et de la collaboration française, interrogations aiguës et douloureuses sur son action et ses missions, prise de distance sitôt la guerre terminée.
« Dissident dans l'âme et homme de principes, Char finit par devenir un rebelle chez les rebelles, puis un rebelle chez les subordonnés lors de sa seconde expérience de l'armée. Il est la figure de l'insurgé, qui lutte contre les dogmatismes, les formatages, ou la passivité face à l'atroce. L'occupation lui offre cruellement la possibilité de devenir concrètement ce qu'il a toujours été : un résistant ».

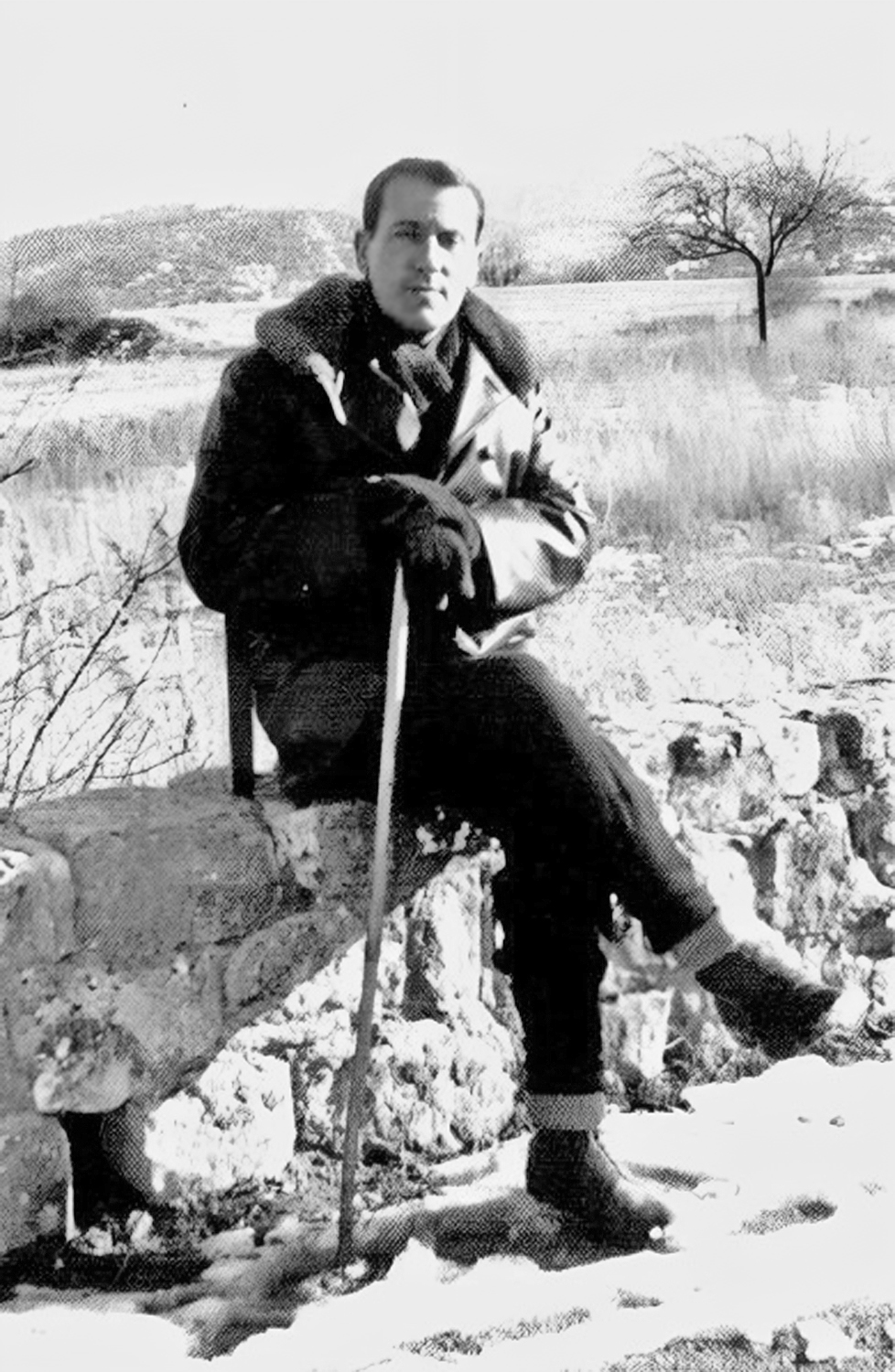
René Char en 1943, sous son nom de guerre « Capitaine Alexandre ».
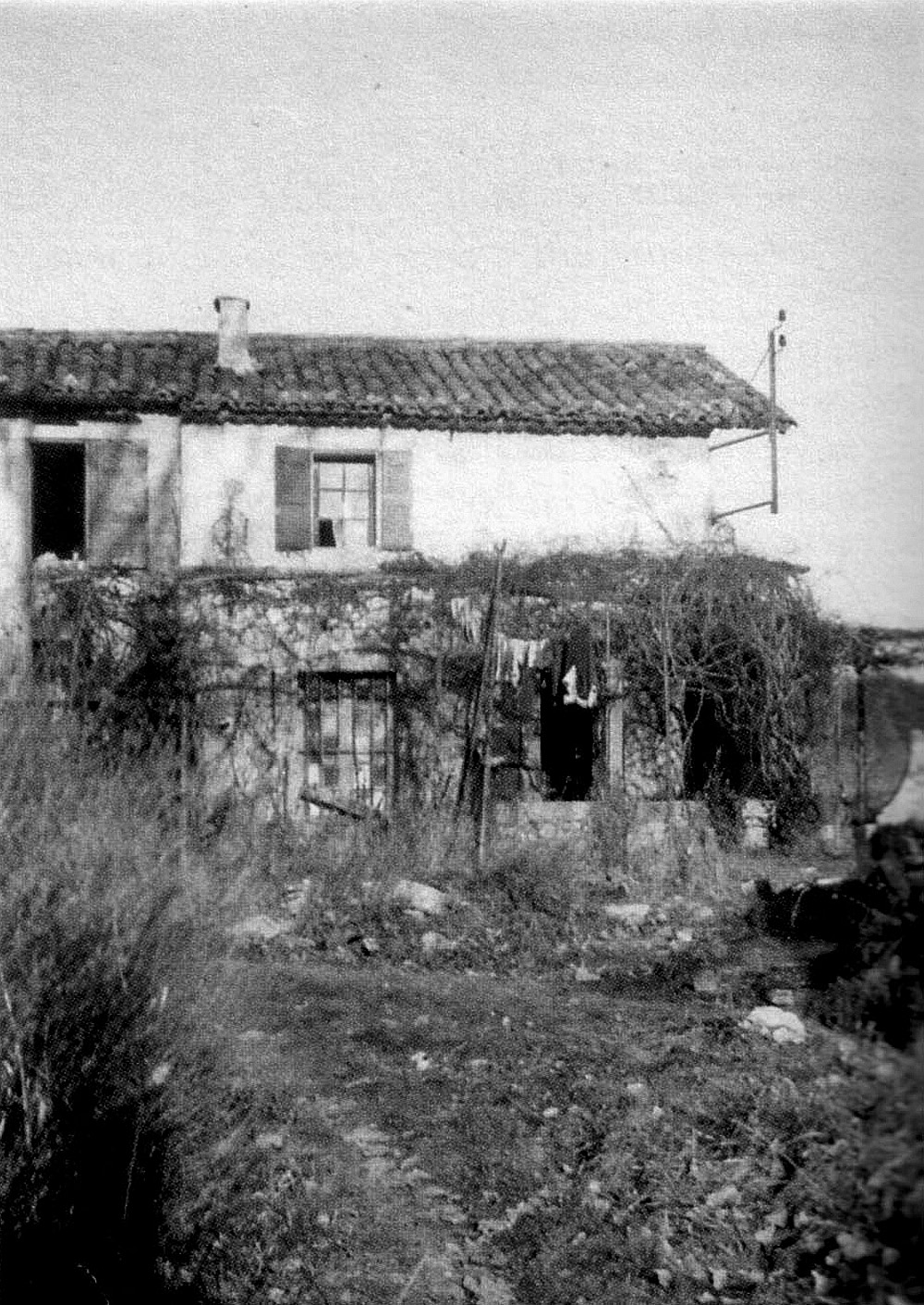
Le cabanon de René Char à Céreste et le village, en 1941
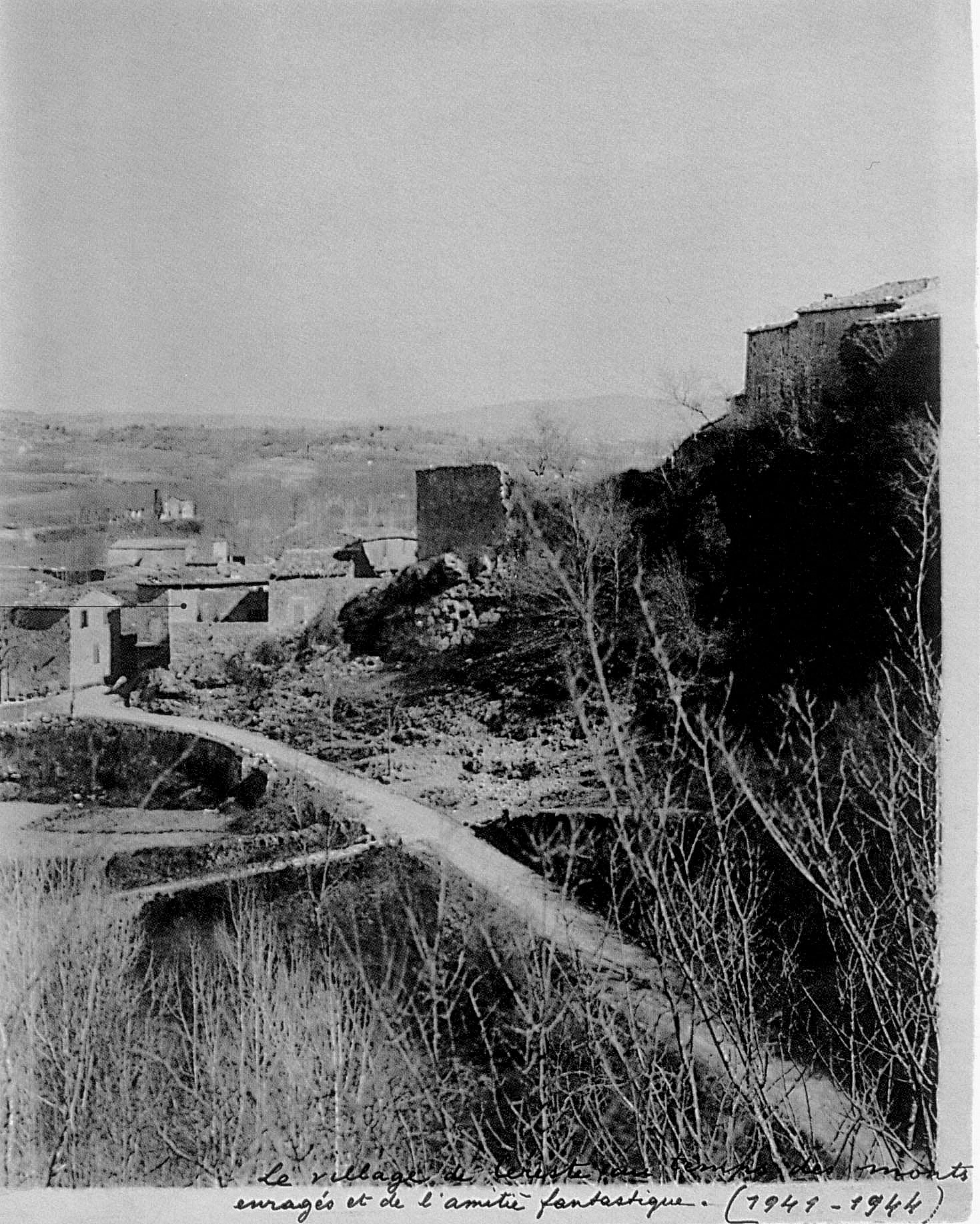
«Le village de Céreste, au temps des monts enragés et de l'amitié fantastique.»
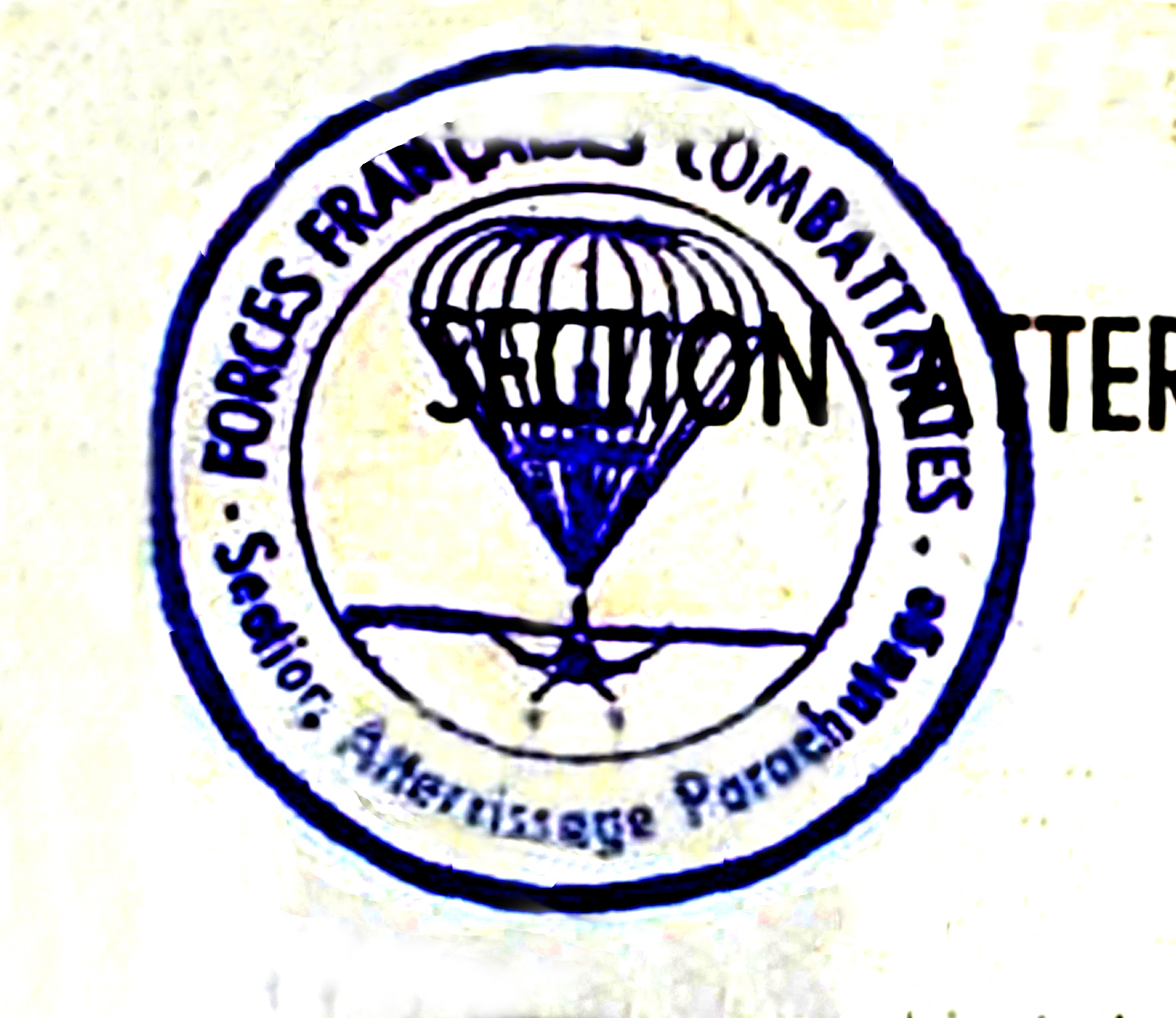
Cachet Section Atterrissage Parachutage.

La Médaille de la Résistance lui a été attribuée le 6 septembre 1945.
Enfin, c'est en octobre 1945, à Paris, que René Char et Yves Battistini se rencontrent. Entre eux, « c'est le début en amitié d'une longue conversation souveraine » avec la philosophie grecque et la poésie.

### 1946-1988

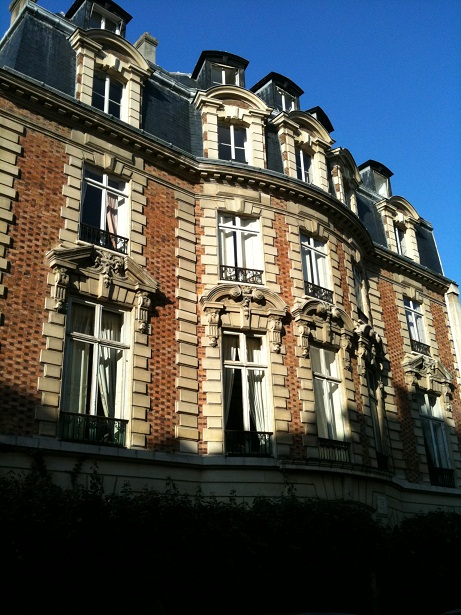
Rue de Chanaleilles, 4, où habitèrent René Char et Albert Camus.

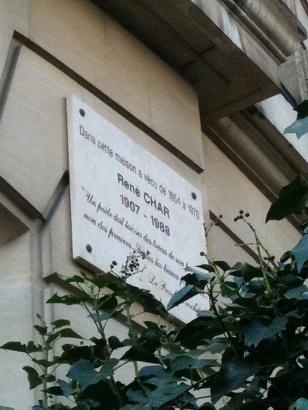
Rue de Chanaleilles, 4, plaque commémorative de René Char.

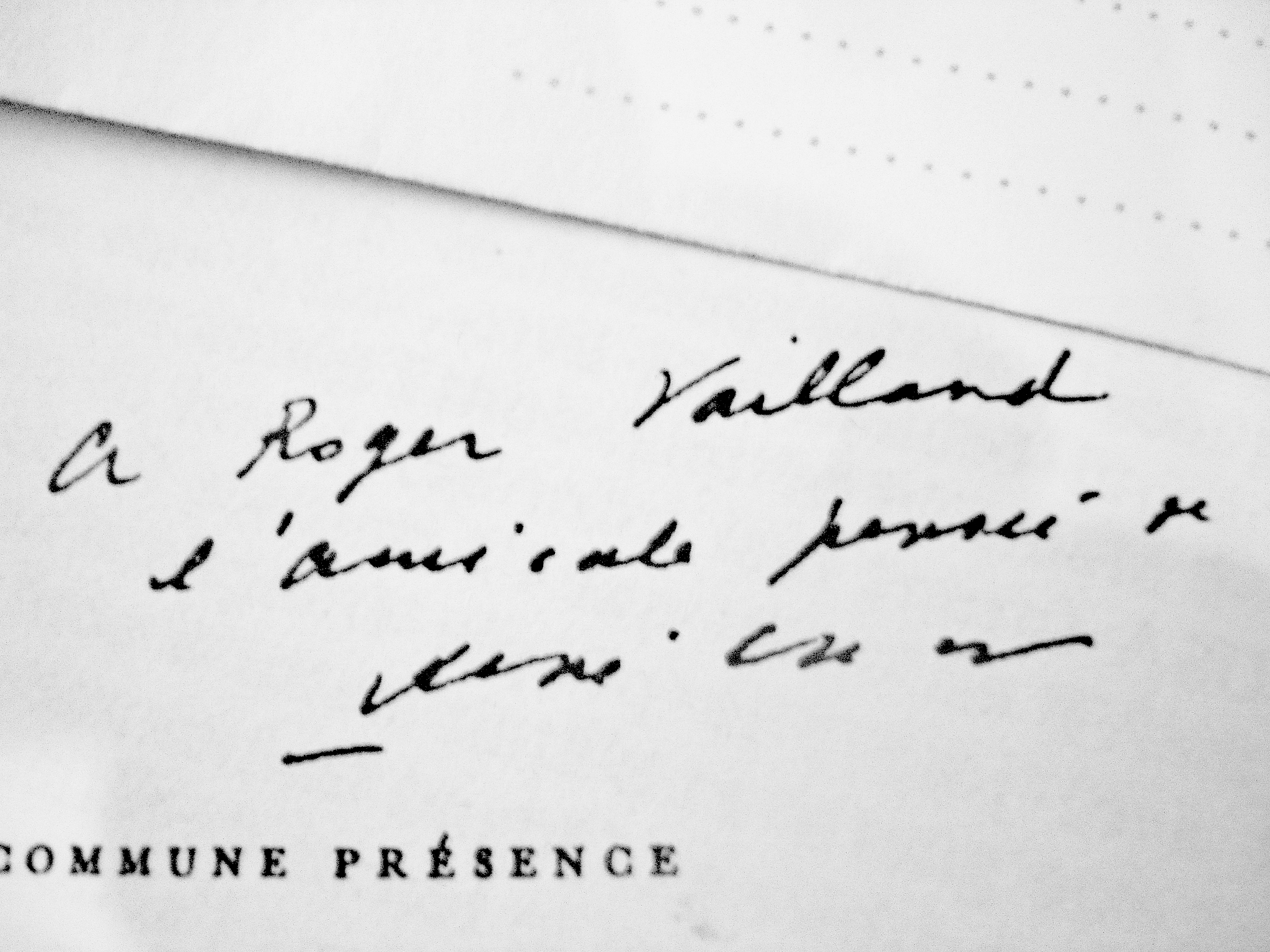
Signature autographe de René Char à Roger Vailland.

L'après-guerre laisse Char profondément pessimiste quant à la situation politique française et internationale et ce, jusqu'à la fin de sa vie, comme en témoignent À une sérénité crispée et L'Âge cassant. Sous ce rapport, ses vues très lucides sont proches de celles d'Albert Camus dans L'Homme révolté, avec qui il entretient une indéfectible amitié.
Dans le cadre d'une exposition d'art moderne qu'ils organisent dans la grande chapelle du Palais des papes d'Avignon, Christian Zervos et René Char demandent à Jean Vilar, acteur, metteur en scène et directeur de théâtre, une représentation de Meurtre dans la cathédrale, qu'il a créé en 1945.
Après avoir refusé, Vilar leur propose en 1947 trois créations : La Tragédie du roi Richard II, de Shakespeare, une pièce méconnue en France, La Terrasse de midi, de Maurice Clavel, auteur alors encore inconnu et L'Histoire de Tobie et de Sara, de Paul Claudel. C'est la naissance du Festival d'Avignon.
Le 9 juillet 1949, René Char divorce de Georgette Goldstein.
De 1957 à 1987, René Char vit une immense passion amoureuse avec l'anthropologue Tina Jolas (1929-1999).
Durant les années 1950 et 1960, en dépit de brèves et malheureuses expériences dans le domaine théâtral ou cinématographique, Char atteint sa pleine maturité poétique. Les plaquettes se succèdent : Les Matinaux, La Bibliothèque est en Feu, Lettera amorosa, Retour Amont (repris en volumes dans La Parole en Archipel et Le Nu perdu). Il éprouve également le besoin de rendre hommage aux poètes et aux peintres qui l'ont accompagné et nourri, ceux qu'il nomme ses « grands astreignants » et ses « alliés substantiels » (Recherche de la base et du sommet).
Malgré son refus de toute forme de littérature engagée, René Char participe activement en 1966 aux manifestations contre l'installation de missiles à tête nucléaire sur le plateau d'Albion.
Outre la publication de quelques recueils d'importance, tels La Nuit talismanique qui brillait dans son cercle, Aromates Chasseurs et Chants de la Balandrane, les deux dernières décennies voient la consécration officielle de la figure solitaire de René Char, symbolisée par la publication d'un Cahier de l'Herne en 1971 et celle de ses Œuvres complètes dans la Bibliothèque de la Pléiade, en 1983.
Il est membre de la Légion d'honneur.
En octobre 1987, il épouse l'éditrice Marie-Claude de Saint-Seine (1943-).
Il meurt d'une crise cardiaque, le 19 février 1988 dans le 5e arrondissement de Paris. Il est inhumé au cimetière communal de L'Isle-sur-la-Sorgue, dans le caveau familial.

### Postérité

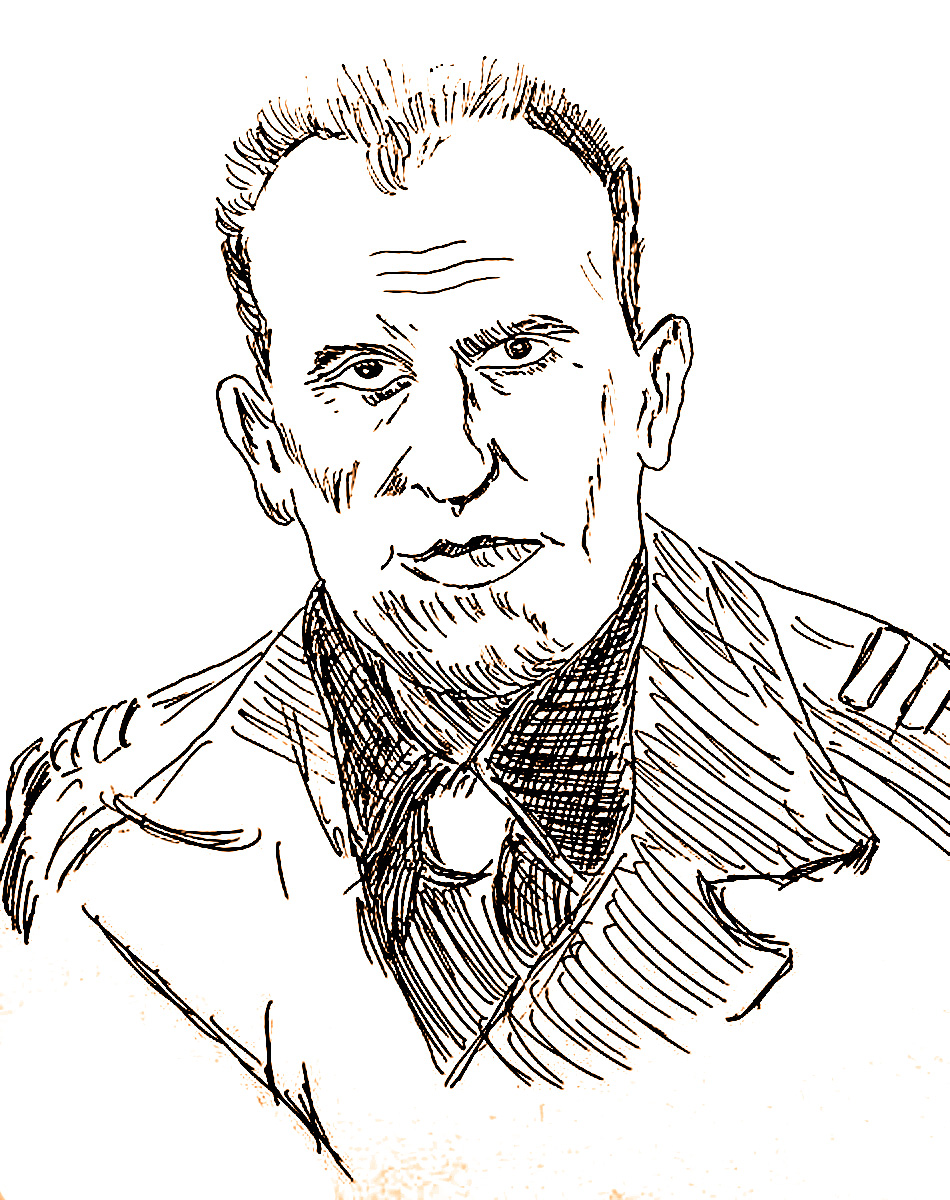
Portrait de René Char (Véronique Pagnier, 2010).

L'hôtel Campredon ou « maison René Char » à L'Isle-sur-la-Sorgue propose au public, à partir de 1982, une collection de manuscrits, dessins, peintures et objets d'art ayant appartenu à René Char jusqu'en décembre 2009,. Depuis lors, cette situation pose avec acuité la question de la pérennité de l'œuvre du poète dans la ville et la recherche d'une nouvelle géographie de la mémoire.
Une partie des archives et manuscrits de l'auteur est conservé à la Bibliothèque littéraire Jacques Doucet grâce à de multiples donations dont celle de Marie-Claude Char.
La place René-Char (Paris) est baptisée en son honneur.
La Bibliothèque des Lettres et Sciences humaines et sociales de l'Ecole Normale Supérieure a proposé en 2022 une exposition, Commune présence, sur le thème de la visite au poète : étaient présentés des ouvrages dédicacés à la Bibliothèque des Lettres et à Paul Veyne, des éditions originales, des archives photographiques et des extraits de correspondance datés des vingt dernières années de la vie de René Char. En effet, de nombreux jeunes chercheurs ou futurs écrivains, normaliens ou non, se sont rendus à L'Isle-sur-la-Sorgue pour rencontrer René Char et ont été durablement marqués par cette rencontre : de Paul Veyne à Bertrand Marchal et Danièle Leclair, sans oublier Jean-Claude Mathieu, de Paul Celan à Claude Esteban, Dominique Fourcade ou Florence Delay, entre autres.

## Analyse de l'œuvre

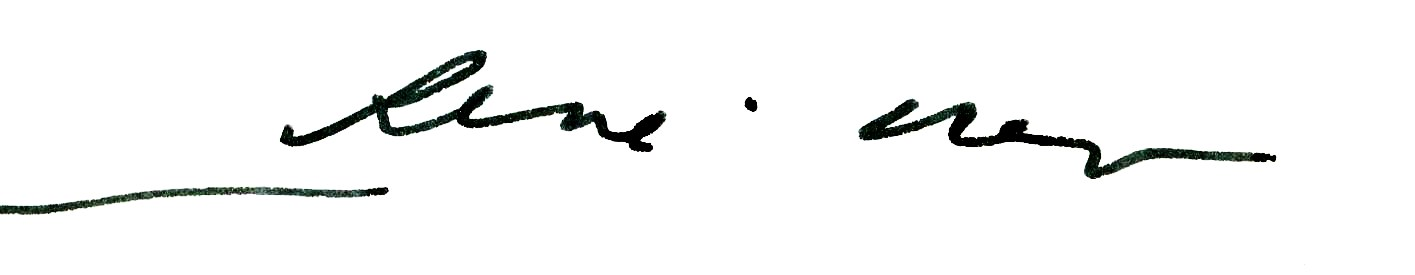
Signature de René Char.

Maurice Blanchot, dans La Part du feu, observe que « l'une des grandeurs de René Char, celle par laquelle il n'a pas d'égal en ce temps, c'est que sa poésie est révélation de la poésie, poésie de la poésie. » Ainsi, dans toute l'œuvre de Char, « l'expression poétique est la poésie mise en face d'elle-même et rendue visible, dans son essence, à travers les mots qui la recherchent. » Il est hautement significatif que Char ait recueilli et publié une anthologie plusieurs fois augmentée de tout ce qui a trait explicitement dans son œuvre à la parole poétique : Sur la poésie. Sur le plan formel, si tant est que ces catégories littéraires soient pertinentes, sa poésie trouve son expression privilégiée dans l'aphorisme, le vers aphoristique, le fragment, le poème en prose, ce que Char nomme sa parole en archipel.
Maurice Blanchot se penche longuement sur cette question dans L'Entretien infini :

« La parole de fragment n'est jamais unique, même le serait-elle. Elle n'est pas écrite en raison ni en vue de l'unité. Prise en elle-même, il est vrai, elle apparaît dans sa brisure, avec ses arêtes tranchantes, comme un bloc auquel rien ne semble pouvoir s'agréger. Morceau de météore, détaché d'un ciel inconnu et impossible à rattacher à rien qui puisse se connaître. Ainsi dit-on de René Char qu'il emploie la « forme aphoristique ». Étrange malentendu. L'aphorisme est fermé et borné : l'horizontal de tout horizon. Or, ce qui est important, important et exaltant, dans la suite de « phrases » presque séparées que tant de ses poèmes nous proposent - textes sans prétexte, sans contexte -, c'est que, interrompues par un blanc, isolées et dissociées au point que l'on ne peut passer de l'une à l'autre ou seulement par un saut et en prenant conscience d'un difficile intervalle, elles portent cependant, dans leur pluralité, le sens d'un arrangement qu'elles confient à un avenir de parole […] Qu'on entende que le poète ne joue nullement avec le désordre, car l'incohérence ne sait que trop bien composer, fût-ce à rebours. Ici, il y a la ferme alliance d'une rigueur et d'un neutre. Les « phrases » de René Char, îles de sens, sont, plutôt que coordonnées, posées les unes auprès des autres : d'une puissante stabilité, comme les grandes pierres des temples égyptiens qui tiennent debout sans lien, d'une compacité extrême et toutefois capables d'une dérive infinie, délivrant une possibilité fugace, destinant le plus lourd au plus léger, le plus abrupt au plus tendre, comme le plus abstrait au plus vivace (la jeunesse du visage matinal). »

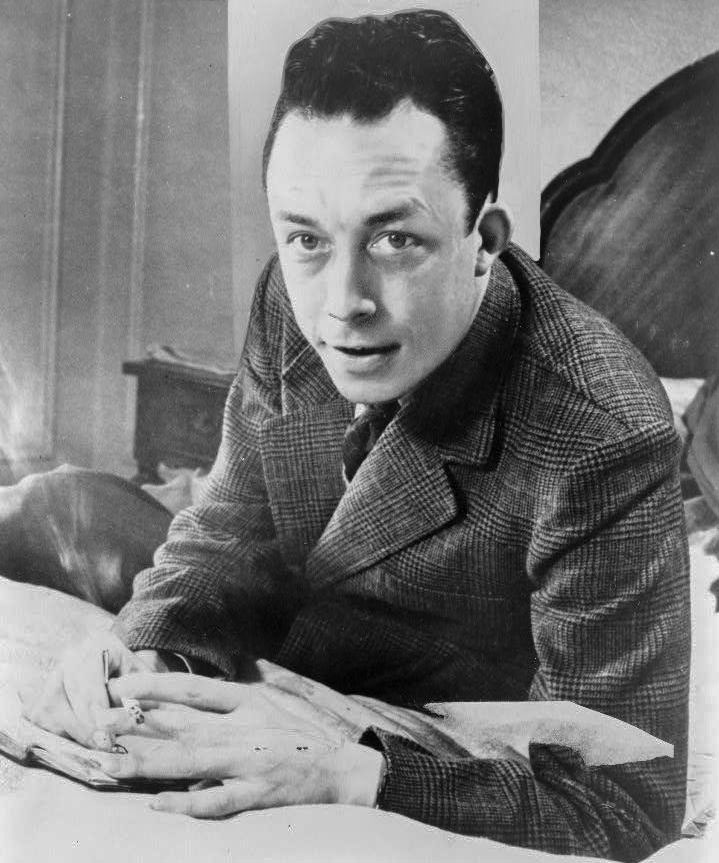
Albert Camus.

Dans sa préface à l'édition allemande des Poésies de Char, parue en 1959, Albert Camus écrit ceci : 

« Je tiens René Char pour notre plus grand poète vivant et Fureur et Mystère pour ce que la poésie française nous a donné de plus surprenant depuis Les Illuminations et Alcools […] La nouveauté de Char est éclatante, en effet. Il est sans doute passé par le surréalisme, mais il s'y est prêté plutôt que donné, le temps d'apercevoir que son pas était mieux assuré quand il marchait seul. Dès la parution de Seuls demeurent, une poignée de poèmes suffirent en tout cas à faire lever sur notre poésie un vent libre et vierge. Après tant d'années où nos poètes, voués d'abord à la fabrication de « bibelots d'inanité », n'avaient lâché le luth que pour emboucher le clairon, la poésie devenait bûcher salubre. […] L'homme et l'artiste, qui marchent du même pas, se sont trempés hier dans la lutte contre le totalitarisme hitlérien, aujourd'hui dans la dénonciation des nihilismes contraires et complices qui déchirent notre monde. […] Poète de la révolte et de la liberté, il n'a jamais accepté la complaisance, ni confondu, selon son expression, la révolte avec l'humeur […] Sans l'avoir voulu et seulement pour n'avoir rien refusé de son temps, Char fait plus alors que nous exprimer : il est aussi le poète de nos lendemains. Il rassemble, quoique solitaire et à l'admiration qu'il suscite se mêle cette grande chaleur fraternelle où les hommes portent leurs meilleurs fruits. Soyons-en sûrs, c'est à des œuvres comme celle-ci que nous pourrons désormais demander recours et clairvoyance. »

René Char appartient à ces écrivains qui ont puisé certaines forces créatrices dans la peinture. Il se passionne entre autres pour l'œuvre de Georges de La Tour. Il consacre à certains tableaux des textes poétiques dans Fureur et Mystère et Le Nu perdu où le lien entre style et œuvre picturale est exacerbé.

## Œuvres
: document utilisé comme source pour la rédaction de cet article.

### Recueils poétiques
- Les Cloches sur le cœur, 1928, Le Rouge et le Noir.
- Arsenal, 1929, hors commerce.
- Le Tombeau des secrets, 1930, hors commerce.
- Ralentir Travaux, 1930, en collaboration avec André Breton et Paul Éluard, Éditions surréalistes.
- Artine, 1930, Éditions surréalistes.
- Le Marteau sans maître, 1934, Éditions surréalistes.
- Moulin premier, 1936, Éditions GLM.
- Dépendance de l'adieu, in Repères, 14, Ill. P. Picasso, 1936, Éditions GLM.
- Placard pour un chemin des écoliers, Ill. Valentine Hugo, 1937, Éditions GLM.
- Dehors la nuit est gouvernée, in Poètes d'aujourd'hui, 2, 1938, Éditions GLM.
- Seuls demeurent, 1945, Gallimard.
- Feuillets d'Hypnos, publié dans Fureur et Mystère, 1946, Gallimard.
- Le Poème pulvérisé, 1947, Fontaine.
- Fête des arbres et des chasseurs, Ill. : Joan Miró, 1948, Éditions GLM.
- Fureur et Mystère, 1948, Gallimard. Le volume contient Seuls demeurent, Feuillets d'Hypnos, Les Loyaux adversaires, Le Poème pulvérisé et Fontaine narrative.
- Claire, 1949, Gallimard.
- Les Matinaux, 1950, Gallimard.
- Art bref suivi de Premières alluvions, 1950, Éditions GLM.
- Le Soleil des eaux, 1951, Gallimard.
- À une sérénité crispée, 1951, Gallimard.
- La paroi et la prairie, publié dans "Recherche de la base et du sommet", 1952, Éditions GLM.
- Guirlande terrestre, 1952, manuscrit du futur Lettera amorosa avec des collages de Jean Arp
- Lettera Amorosa, 1953, Gallimard.
- Le Rempart de brindilles, 1953 Illustré d'eaux-fortes de Wifredo Lam[27].
- A la santé du serpent, Ill. : J. Miró, 1954, Éditions GLM.
- L'alouette, Ill. : J. Miró, 1954, Éditions GLM.
- Recherche de la base et du sommet, suivi de Pauvreté et privilège, 1955, Gallimard.
- Poèmes des deux années 1953-1954, Ill. A. Giacometti, 1955, Éditions GLM.
- En trente-trois morceaux, Ill. R. Char, 1956, Éditions GLM.
- Pour nous, Rimbaud, 1956, Éditions GLM.
- Poèmes et prose choisis, 1957, Gallimard.
- La bibliothèque est en feu, & autres poèmes, 1957, Éditions GLM.
- Le dernier couac : documents, 1958, Éditions GLM.
- Sur la poésie, 1958, Éditions GLM.
- Anthologie, Voix de la terre, nouvelle série, IV, 1960, Éditions GLM.
- L'Inclémence lointaine, 1961 Avec vingt-cinq gravures au burin de Vieira da Silva.
- La Parole en archipel, 1952-1960, 1962, Gallimard.
- Lettera amorosa, 1963, avec des illustrations de Georges Braque.
- Commune présence, 1964, Gallimard.
- Impressions anciennes, 1964, Éditions GLM.
- L'Âge cassant, publié dans "Recherche de la base et du sommet", 1965, José Corti.
- Retour amont, Ill. A. Giacometti, 1965, Éditions GLM.
- Retour amont, 1966, Gallimard.
- Trois coups sous les arbres, 1967, Gallimard.
- Fureur et Mystère, 1967, Gallimard, coll. « Poésie », préface d'Yves Berger.
- Dans la pluie giboyeuse, 1968, Gallimard.
- Les Matinaux suivi de La Parole en archipel, 1969, Gallimard, coll. « Poésie ».
- Le chien de cœur, Ill. : J. Miró, 1969, Éditions GLM.
- Poèmes, Voix de la terre, nouvelle série, 4 (sic), 1964, Éditions GLM.
- Le Nu perdu, 1971, Gallimard.
- Recherche de la base et du sommet, 1971, Gallimard, coll. « Poésie ».
- Picasso sous les vents étésiens, 1973, Éditions GLM.
- Sur la poésie 1936-1974, 1974, Éditions GLM.
- Aromates chasseurs, 1975, Gallimard.
- Chants de la Balandrane, 1977, Gallimard.
- Le Nu perdu, 1978, Gallimard, coll. « Poésie ».
- Fenêtres dormantes et porte sur le toit, 1979, Gallimard.
- Effilage du sac de jute, 1980, en collaboration avec le peintre Zao Wou-Ki.
- La Planche de vivre, 1981, traductions en collaboration avec Tina Jolas, Gallimard.
- Œuvres complètes, 1983, Gallimard, coll. « Bibliothèque de la Pléiade ».
- Les Voisinages de Van Gogh, 1985, Gallimard.
- Le Gisant mis en lumière, en collaboration avec Alexandre Galperine et Marie-Claude de Saint-Seine, 1987, Editions Billet.
- Éloge d'une Soupçonnée, 1988, Gallimard.
- Éloge d'une Soupçonnée précédé d'autres poèmes (1973-1987), 1989, Gallimard, coll. « Poésie ».
- La Planche de vivre, 1995, traductions en collaboration avec Tina Jolas, Gallimard, coll. « Poésie ».
- Œuvres complètes, 1995, réédition augmentée, Gallimard, coll. « Bibliothèque de la Pléiade ».
- Guirlande terrestre, 1996, avec des collages de Jean Arp, Gallimard.
- Dans l'atelier du poète, 1996, édition établie par Marie-Claude Char, Gallimard, coll. « Quarto ».
- En trente-trois morceaux et autres poèmes, suivi de Sous ma casquette amarante, 1997, Gallimard, coll. « Poésie ».
- Commune présence, 1998, Gallimard, coll. « Poésie ».
- Le Marteau sans maître suivi de Moulin premier, 2002, édition de Marie-Claude Char, Gallimard, coll. « Poésie ».
- Lettera amorosa suivi de Guirlande terrestre, 2007, avec des illustrations de Georges Braque et Jean Arp, Gallimard, coll. « Poésie ».
- Poèmes en archipel, 2007, anthologie établie par Marie-Claude Char, Marie-Françoise Delecroix, Romain Lancrey-Javal et Paul Veyne, Gallimard, coll. « Folio ».
- Feuillets d'Hypnos, 2007, avec un dossier réalisé par Marie-Françoise Delecroix, Gallimard, coll. « Folioplus classiques ».
- Le Visage nuptial suivi de Retour amont, préface de Marie-Claude Char, illustrations d'Alberto Giacometti, Gallimard, coll. « Poésie », 2018.

Recueils publiés dans la collection "Poésie Gallimard" :
- Le Marteau sans maître (1934), suivi de Moulin premier (1936), édition de Marie-Claude Char (Gallimard, coll. « Poésie », 2002).

- Fureur et Mystère (1948), comprenant Seuls demeurent, Feuillets d'Hypnos, Les Loyaux adversaires, Le Poème pulvérisé et Fontaine narrative, préface d'Yves Berger (Gallimard, coll. « Poésie », 1967).

- Les Matinaux (1950), suivi de La Parole en archipel, 1952-1960, (Gallimard, coll. « Poésie », 1969).
- Lettera amorosa (1953), suivi de Guirlande terrestre (1952), illustrations de Georges Braque et Jean Arp (Gallimard, coll. « Poésie », 2007).
- Recherche de la base et du sommet (1955), suivi de Pauvreté et privilège, (Gallimard, coll. « Poésie », 1971).
- En trente-trois morceaux et autres poèmes (1956), suivi de Sur la poésie (1958), Le Bâton de Rosier, Loin de nos Cendres et de Sous ma casquette amarante, (Gallimard, coll. « Poésie », 1997).
- Commune présence (1964), (Gallimard, coll. « Poésie », 1998).
- Le Visage nuptial (1963) suivi de Retour amont (1965), préface de Marie-Claude Char, illustrations d'Alberto Giacometti, (Gallimard, coll. « Poésie », 2018).
- Éloge d'une Soupçonnée (1988), précédé de Fenêtres dormantes et porte sur le toit (1979), Chants de la Balandrane (1977) et de Les Voisinages de Van Gogh (1985), (Gallimard, coll. « Poésie », 1989).
- La Planche de vivre (1981), traductions en collaboration avec Tina Jolas (Gallimard, coll. « Poésie », 1995).
- Le Nu perdu (1971), (Gallimard, coll. « Poésie », 1978).
- Effilage du sac de jute, suivi de Lettres en chemin (correspondance René Char - Zao Wou-ki), préface de Dominique de Villepin, Illustrations de Zao Wou-ki, (Gallimard, coll. « Poésie », 2011).

### Divers
- La Postérité du soleil, (en collaboration avec Albert Camus), photographies de Henriette Grindat, Genève, E. Engelberts, 1965, (ASIN B0014Y17RG).
- Trousseau du moulin premier, Paris, La Table Ronde, 2009,  (ISBN 9782710331537).
- La Planche de vivre, (avec Tina Jolas). Traduction de poèmes d'Anna Akhmatova, Ossip Mandelstam, Marina Tsvetaeva, Hölderlin, Shelley….

### Anthologies
- Poèmes en archipel, Anthologie de textes de René Char, choix et présentation par Marie-Claude Char, Marie-Françoise Delecroix, Romain Lancray-Javal et Paul Veyne, Paris, Gallimard, coll. Folio n°4508, 2007.
- René Char, Commune présence, préface de Georges Blin, Paris, Gallimard, coll. « Poésie », 1998.
- René Char, Dans l'atelier du poète. Choix de poèmes présentés dans le texte de leur publication initiale, appareil biographique et critique établi par Marie-Claude Char, Paris, Gallimard, coll. « Quarto », 1996 (1064 p.)

### Œuvres complètes
- René Char, Œuvres complètes, Paris, Gallimard, «Bibliothèque de la Pléiade», 1983 ; édition revue en 1995. Introduction de Jean Roudaut.

### Correspondance
- « Cher ami, cher poète », lettres de René Char à Vadim Kozovoï, Paris, Po&sie, 2007, no 119, p. 7-39.
- René Char et Nicolas de Staël, Correspondance 1951-1954, éditions des Busclats, 2010.
- Albert Camus & René Char, Correspondance 1946-1959, édition établie, présentée et annotée par Franck Planeille, Gallimard, 2007.
- René Char et Raúl Gustavo Aguirre, Correspondance 1952-1983, traduit de l'espagnol par Michèle Gazier, édition établie par Marie-Claude Char, avant-propos de Rodolfo Alonso (es), Gallimard, 2014.
- Paul Celan - René Char, Correspondance (1954–1968) ; Correspondance René Char - Gisèle Celan-Lestrange (1969–1977). Édition établie, présentée et annotée par Bertrand Badiou. Gallimard, Paris 2015.
- René Char - Georges Mounin, Correspondance 1934-1988, édition établie, présentée et annotée par Amaury Nauroy, Gallimard, 2020.

### Ventes aux enchères
- En 2008 se trouve dispersé à l'Hôtel Drouot de Paris un ensemble composé de livres dédicacés, de poèmes manuscrits (dont onze poèmes inédits) et de 521 lettres et cartes postales adressées entre 1951 et 1966 par René Char à Maryse Lafont, Paris, Catalogue Binoche-Renaud-Giquello, Claude Oterelo expert, 19 et 20 mai 2008, Hôtel Drouot, p. 48-54.
- Le 17 juin 2020 est mise en vente une réunion de 34 lettres autographes (L'Isle-sur-la-Sorgue, Avignon, Paris, Bruxelles, 1937) de René Char à Irène Hamoir. Le poète y écrit notamment : « Je t'aime, je t'emporte en moi. Je te prends en moi. Je t'aime. Qui te parle ? Un homme qui vient de naître, bâti à vie à mort d'amour d'amour nouveau, d'amour infini. […] Je t'aime, crois en l'homme que tu transfigures, qui ne veut et ne peut être fort que de toi, que en toi. » (catalogue de la vente Les Collections Aristophil - Littérature du XXe siècle chez Artcurial, Hôtel Dassault - 7 Rond-Point des Champs-Élysées 75008 Paris, 17 juin 2020, p. 37, lot n° 399).

## Archives
- Le service des Manuscrits de la Bibliothèque cantonale et universitaire - Lausanne dispose d'un fonds d'archives de René Char (IS 5860[28]) et d'un dossier relatif à la publication de la Nuit talismanique (IS 5862[29]).
- Une partie de ses archives, ainsi que son bureau et sa bibliothèque, sont conservés à L'Isle-sur-la-Sorgue, au dernier étage de l'Hôtel Donadei de Campredon, qui abrite la Maison René Char, ainsi que le centre d'art contemporain Musée Campredon[30].

### Filmographie
- Michel Soutter, René Char, portrait pour la série Champ libre de la Télévision suisse romande, 1966
- Jacques Malaterre et Marie-Claude Char, René Char pour la série Un siècle d'écrivains (Son et Lumière - France 3), 1997
- Jérôme Prieur, René Char nom de guerre Alexandre (Arte France - Compagnie des Phares et Balises), 2007

### Musique
L'œuvre de René Char a suscité des compositions de Pierre Boulez, Le Visage Nuptial (1946) et Le Marteau sans Maître (1954), un ballet de Maurice Béjart en 1973 et un ballet de Richard Alston en 1993. Strophe pour soprano et orchestre de Gilbert Amy (1965-1967).

### Notices
- Ressources relatives aux beaux-arts :   - AGORHA
  - Art Institute of Chicago
  - Artists of the World Online
  - Bridgeman Art Library
  - Delarge
  - MutualArt
  - National Gallery of Art
  - RKDartists
  - Union List of Artist Names
- Ressources relatives à la littérature :   - Academy of American Poets
  - Internet Speculative Fiction Database
  - Kritisches Lexikon zur fremdsprachigen Gegenwartsliteratur
  - Poetry Foundation
  - Printemps des poètes
- Ressources relatives à la musique :   - Discogs
  - MusicBrainz
  - Muziekweb
  - Répertoire international des sources musicales
- Ressources relatives au spectacle :   - Archives suisses des arts de la scène
  - Les Archives du spectacle
- Ressource relative à plusieurs domaines :   - Radio France
- Ressource relative à la recherche :   - Persée
- Notices dans des dictionnaires ou encyclopédies généralistes :   - Britannica
  - Brockhaus
  - Den Store Danske Encyklopædi
  - Deutsche Biographie
  - Gran Enciclopèdia Catalana
  - Hrvatska Enciklopedija
  - Internetowa encyklopedia PWN
  - Nationalencyklopedin
  - Proleksis enciklopedija
  - Store norske leksikon
  - Treccani
  - Universalis
- Notices d'autorité :   - VIAF
  - ISNI
  - BnF (données)
  - IdRef
  - LCCN
  - GND
  - Italie
  - Japon
  - CiNii
  - Espagne
  - Belgique
  - Pays-Bas
  - Pologne
  - Israël
  - NUKAT
  - Catalogne
  - Suède
  - Australie
  - WorldCat